# OpenVX
OpenVX 是一个开放、无版权费的跨平台计算机视觉加速标准。它由 科纳斯组织 设计，用以促进使视觉计算函数以携带化、自适应和高能效的处理。它瞄准了计算机视觉及相关应用场景中的嵌入式系统与实时计算程序部分。它使用连通图表达操作。

## 历史
- OpenVX 1.0 规范于2014年10月释出。
- OpenVX 样例实现于2014年12月释出。
- OpenVX 1.1 规范于2016年5月2日释出。
- OpenVX 1.2 规范于2017年5月1日释出。 [1][2]
- 2017年11月21日宣布了OpenVX适配者计划与OpenVX 1.2 兼容性测试套件。[3]

### 引用
1. ↑  .   [2018-01-26]. （原始内容存档于2018-01-27）.
2. ↑  .   [2018-01-26]. （原始内容存档于2018-01-27）.
3. ↑  . The Khronos Group. 2017-11-21  [2017-12-06]. （原始内容存档于2017-12-06） （英语）.